# John Best (Basketballspieler)
John Best (* 27. März 1971 in Neptune) ist ein ehemaliger US-amerikanischer Basketballspieler.

## John Best in den USA
Best kam in Neptune im US-Bundesstaat New Jersey zur Welt, später zog er mit seiner Familie nach Memphis (Bundesstaat Tennessee) um. Von 1989 bis 1993 gehörte er der Mannschaft der Tennessee Tech University an. Zunächst war er Ergänzungsspieler, ab der Saison 1990/91 dann Leistungsträger. Im Spieljahr 1991/92 erzielte er im Mittel 20 Punkte je Begegnung, in der Saison 1992/93 sogar 28,5, was in der gesamten NCAA den drittbesten Wert dieses Spieljahres bedeutete, die damals immerhin 216 Mannschaften umfasste. Seine 799 während der Saison 92/93 erzielten Punkten waren eine neue Bestmarke in der Geschichte von „Tennessee Tech“. Sein Talent blieb nicht verborgen, obwohl er in einer unterdurchschnittlichen College-Mannschaft spielte. 1993 wurde Best von mehreren NBA-Mannschaften beobachtet. Im NBA Draft von 1993 wählten ihn die New Jersey Nets an 36. Stelle aus. Als er in der Saisonvorbereitung der New Jersey Nets als letzter Spieler seinen Platz räumen musste und somit keinen Kaderplatz erhielt, ging er nach Europa.

## Seine Karriere im Ausland
Beim französischen Altmeister und Wiederaufsteiger Le Mans wurde der Amerikaner in der Saison 1993/94 als Hoffnungsträger empfangen. Mit durchschnittlich 18,1 Punkten und sieben Rebounds bei etwa 35 Minuten Einsatzzeit pro Spiel war Best Leistungsträger seiner Mannschaft. Doch nach einer Saison verließ Best Frankreich vorübergehend und heuerte in der Saison 1994/95 in Spanien beim damaligen Zweitligisten Juventud Alcala an. Der Verein wurde auf Grund finanzieller Schwierigkeiten aufgelöst. Im Sommer spielte er dann in Puerto Rico. Die Mannschaft suchte einen „richtigen Center“, und Best musste nach wenigen Wochen Puerto Rico verlassen. Er erhielt ein Angebot vom Verein San Miguel Beers aus den Philippinen, welches er annahm und dort bis zum Ende der Saison 1994/95 spielte. Sein Berater vermittelte ihm für die neue Spielzeit 1995/96 wieder ein Engagement in Frankreich, in der zweiten Liga bei Chorale Roanne. Dort erzielte er 20,9 Punkte und 7,1 Rebounds pro Spiel, kam aber mit seiner Mannschaft nicht über einen Mittelfeldplatz hinaus. Die Spielzeit 96/97 wurde seine bis dahin erfolgreichste Saison in Europa. Zu Saisonbeginn unterschrieb er einen Vertrag bei der Schweizer Spitzenmannschaft Fribourg Olympic aus Freiburg im Üechtland. Wenige Monate später feierte er mit den Freiburgern die Schweizer Meisterschaft. Nach seiner erfolgreichen Saison in der Schweiz wechselte Best 1997/98 wieder nach Frankreich zu Angers und verpasste mit seiner Mannschaft knapp den Aufstieg in die 1. Liga. John Best wechselte wieder auf die Philippinen zu den Shell Turbochargers, für die er von 1998 bis 2000 spielte. 1999 gewann er den Philippinischen Pokal. Im Jahre 2000 kam dann der Wechsel nach Deutschland.

## Best in Deutschland
Im Jahre 1999 traf Best Jim Kelly, ehemaliger Trainer von Bayer Leverkusen (1985–1989) und späterer NBA-Spielersichter. Kelly stellte die Verbindung zwischen Best und den Rheinländern her. 2000 unterschrieb Best in Leverkusen. Gleich in seiner ersten Saison spielte John Best im Allstar Game der Basketball-Bundesliga mit und wurde als Mann des Spiels ausgezeichnet. In seiner ersten Saison in Deutschland warf Best 22,4 Punkte und holte 5,4 Rebounds pro Spiel. Best verlängerte nach dieser Saison um zwei Jahre in Leverkusen. Er enttäuschte auch in der Saison 2001/02 die Verantwortlichen in Leverkusen nicht und führte Bayer bis ins Finale um die deutsche Meisterschaft. 2002/03 spielte er wieder im Allstar-Team Nord, holte im Saisonverlauf im Schnitt 5,7 Rebounds und erzielte 19,1 Punkte. Best war in diesen drei Jahren in Leverkusen der Publikumsliebling in der Wilhelm-Dopatka-Halle. Am Ende der Saison wechselte Best zu Alba Berlin. Er erreichte mit den Hauptstädtern das Bundesliga-Halbfinale, schied dort gegen den späteren Meister Deutsche Bank Skyliners Frankfurt aus. Best spielte ab der Saison 2004/05 wieder in Frankreich bei Chalon-sur-Saône und erreicht mit Mitte 30 immer noch recht gute Statistiken: 8 Punkte sowie 3 Rebounds pro Spiel erreichte der Amerikaner. In der Saison 2006/07 rückte Best mit Chalon bis ins Halbfinale um die französische Meisterschaft vor. Dort unterlag man mit 1:2-Siegen Roanne Basket.
Nach der Saison 2006/07 beendete John Best mit 36 Jahren seine Karriere. Er kehrte in die Vereinigten Staaten zurück.

## Erfolge
- 1997 Schweizer Meister
- 1999 Philippinischer Pokalsieger
- 2000 Mann des Spiels beim Allstar-Game der Bundesliga
- 2003 Erreichen des Halbfinals in Deutschland
- 2007 Erreichen des Halbfinals in Frankreich

## Verschiedenes
John Best ist verheiratet und Vater von drei Kindern.
Leverkusener Fans blieb er vor allem durch seine Auftritte in Derbys gegen die Telekom Baskets Bonn in Erinnerung, als er zum Beispiel in Bonn an der Freiwurflinie stehend den Zuschauern die „Kopfab-Geste“ zeigte. Dies führte zu viel Unmut bei den Bonner Zuschauern und machte Best bei diesen unbeliebt. 
John Best besaß ein europaweit bekanntes Webradio, welches zu den meistgehörten Hip-Hop-Radios in Europa gehörte.
Best ist Vegetarier und muslimischen Glaubens. Er wurde vom Hallensprecher in Leverkusen als John „Simply the“ Best angekündigt.
Nach dem Ende seiner Laufbahn als Basketballspieler widmete sich Best in Memphis im Schuldienst der Medienerziehung.